# Derechos humanos en Uruguay

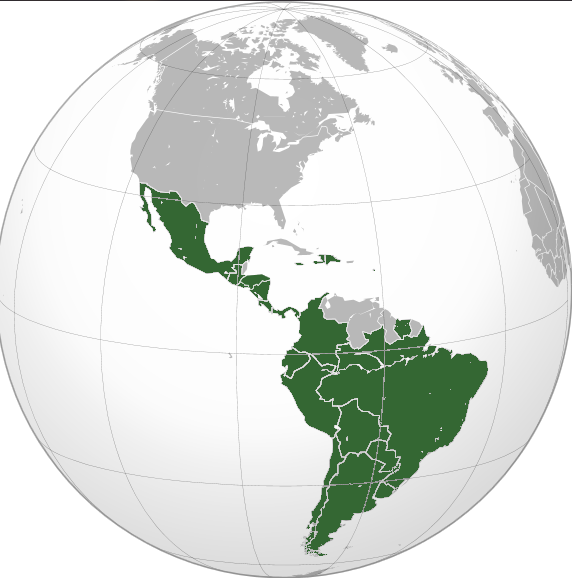
Países que han ratificado la Convención Americana de Derechos Humanos.

La República Oriental del Uruguay se encuentra en América del Sur, limitando con Argentina, Brasil y el Océano Atlántico Sur, con una población de 3.332.972.
Uruguay se independizó de la República Argentina y adquirió su soberanía en 1828 y tiene control absoluto sobre sus asuntos internos y externos. Desde 1973 hasta 1985, Uruguay fue gobernado por una dictadura cívico-militar, que cometió numerosos abusos contra los derechos humanos.
Uruguay es una nación comprometida con la promoción y protección de los derechos humanos y se ubica como la nación en América del Sur más consciente en cuanto a derechos. De todos modos, perduran algunas áreas de preocupación, que incluyen algunos temas como las condiciones de vida en prisiones y el acceso a la justicia por crímenes cometidos como resultado de la dictadura.

## Marco legal

### Obligaciones internacionales
Uruguay ha firmado y ratificado la mayoría de los tratados internacionales sobre derechos humanos, incluyendo:
- Pacto Internacional de Derechos Civiles y Políticos (ICCPR)
- Pacto Internacional de Derechos Económicos, Sociales y Culturales (ICESCR)
- Convención Internacional sobre la Eliminación de todas las Formas de Discriminación Racial (CERD)
- Convención sobre la eliminación de todas las formas de discriminación contra la mujer (CEDAW)
- Convención contra la tortura y otros tratos o penas crueles, inhumanos o degradantes (CAT)

Asimismo, Uruguay ha ratificado ambos Protocolos Opcionales al ICCPR.
Uruguay tiene una reserva/declaración general con respecto al Artículo 38, Párrafos 2-3 de la Convención sobre los Derechos del Niño (CCR) que refieren a la participación de los jóvenes en los conflictos armados.
Uruguay es sujeto del proceso de Revisión Periódica Universal por ser miembro de Naciones Unidas. Ha cumplimentado dos rondas de la Revisión Periódica Internacional, la última en 2013. Uruguay ha reconocido la jurisdicción de Corte Interamericana de Derechos Humanos como miembro de la Organización de Estados Americanos
El 18 de marzo de 2005 extendió una “invitación permanente” a todas las visitas de Procedimientos Especiales de la ONU. En 2007 esta invitación también fue extendida a la Comisión Interamericana de Derechos Humanos y a la Corte Interamericana de Derechos Humanos.

### Instituciones Nacionales
En 2008, se creó la Institución Nacional de Derechos Humanos (INDDHH) para “defender, promover y proteger” los derechos humanos en Uruguay- La agencia informa sobre la firma y ratificación de los tratados internacionales, implementación y práctica para proteger los derechos humanos y para investigar las violaciones a los mismos. Existen otras varias instituciones para promover los derechos humanos, en áreas particulares de gobierno, tales como:
- Oficina del Comisionado Parlamentario para el Sistema Penitenciario
- Oficina del Defensor del Pueblo
- Consejo de Derechos Humanos del Ministerio de Educación y Cultura
- Oficina Asesora de Derechos Humanos del Poder Judicial de Uruguay

La Comisión contra el Racismo, Xenofobia y toda forma de Discriminación fue creada en el año 2007, pero no tuvo presupuesto asignado hasta el año 2010, y los términos de sus miembros habían cadudado.

### Constitución
La Constitución de Uruguay establece disposiciones para la gobernabilidad del país. La Constitución de Uruguay es la Ley Suprema y bajo su artículo 256, la Suprema Corte de Justicia de Uruguay puede determinar la inconstitucionalidad de leyes. Prescribe las facultades y funciones de los poderes ejecutivo, legislativo y judicial del Gobierno. Garantiza específicamente la igualdad ante la ley para todas las personas y la Sección 2 reconoce específicamente una serie de derechos fundamentales.
El Artículo 72 estipula que el listado de derechos enumerado no es exhaustivo y se incluyen otros derechos que son “inherentes a la personalidad humana o se derivan de la forma republicana de gobierno”. El Artículo 332 también establece que los preceptos de la Constitución que reconocen los derechos de los individuos “no dejarán de aplicarse por falta de la reglamentación respectiva, sino que ésta será suplida, recurriendo a los fundamentos de leyes análogas, a los principios generales de derecho y a las doctrinas generalmente admitidas.”

## Cuestiones de Derechos Humanos

### Derecho a la vida
La pena de muerte ha sido abolida en Uruguay.

### Libertad de Expresión
La Libertad de expresión está garantizada por la Constitución de Uruguay. Esto incluye la libertad en todos los métodos o formas de difusión, incluyendo la libertad de prensa. El Gobierno de Uruguay es respetuoso de estos derechos.
En el año 2012, el Gobierno de Uruguay decretó que la televisión digital sería libre e irrestricta en toda la extensión del país. En el año 2014 la aprobación de la Ley de Servicios de Comunicación Audiovisual fue aclamado por los grupos de derechos humanos, como un modelo para la libertad de expresión en América Latina.
La ley trabaja para reducir la concentración de medios y crear una cláusula de conciencia para los periodistas. El Relator Especial para la Libertad de Expresión de la Comisión Interamericana de Derechos Humanos, señaló que hay casos ocasionales de violencia e intimidación contra los periodistas, como el hecho producido en el año 2011 por la policía en Salto contra Luis Díaz. Uruguay ha progresado reformando las cláusulas de difamación cuando está presente el interés público, pero dichas cláusulas pueden resultar aún un impedimento en las investigaciones periodísticas.

### Libertad de culto
La Constitución de Uruguay garantiza la libertad religiosa y declara que el estado no apoya ninguna religión en particular. Existen argumentos acerca de que Uruguay va más allá de la simple neutralidad y es de hecho fundamentalmente laico. Las escuelas públicas no proporcionan y prohíben la educación religiosa que es vista desde el Estado como una práctica de carácter privado.
El Estado ha intervenido en los feriados religiosos tradicionales, renombrándolos con nombres laicos (Semana Santa como “Semana Turística”). Existen reportes esporádicos de abusos basados en discriminación religiosa, incluyendo antisemitismo, pero las víctimas informan acerca de la útil cooperación de las fuerzas policiales en la investigación en esta materia.

### Derechos electorales
La Constitución de Uruguay establece un régimen de república democrática electoral. El poder legislativo recae en la Asamblea General Bicameral y el Ejecutivo toma la forma de un Presidente y su Gabinete designado. Los mandatarios son elegidos por un término de 5 años mediante sufragio universal. Los no ciudadanos domiciliados en Uruguay durante al menos 15 años y que poseen el capital en el país pueden votar. La Asamblea General es elegida mediante listas cerradas de representación proporcional y el presidente a través de la mayoría.
Uruguay también cuenta con un sistema de referéndum popular. Este método de democracia directa permite a los ciudadanos ratificar las reformas parlamentarias, exigir la derogación de las leyes e impulsar nuevas leyes mediante la propuesta popular.
Uruguay tiene una fuerte legislación anticorrupción, en particular la Ley de Transparencia introduce la responsabilidad penal para una serie de acciones de los funcionarios públicos, como el blanqueo de fondos públicos. Además, Uruguay introdujo recientemente cupos por género para los ciclos electorales, requiriendo representación igualitaria en las listas de candidatos.

### Protección contra la tortura y los tratos crueles, degradantes e inhumanos
Uruguay ha suscrito los principales tratados internacionales que prohíben los actos de tortura tales como la Convención contra la tortura y otros tratos o penas crueles, inhumanos o degradantes (CAT) y el Pacto Internacional de Derechos Civiles y Políticos (ICCPR), incluyendo los Protocolos Opcionales de ambos tratados que reconocen la jurisdicción del Comité de Derechos Humanos de la ONU y el Comité contra las violaciones y la Tortura como órganos de recepción y consideración de demandas en cuanto a tortura o tratos inhumanos. La Constitución no contiene la cláusulas específicas de protección contra la tortura pero establece los derechos para disfrutar de la vida, la libertad, la seguridad y la propiedad.
El Código Penal contiene provisiones que criminalizan el abuso de autoridad por parte de agentes del sistema penitenciario y el Artículo 22.1 de la Ley de Cooperación con la Corte Criminal Internacional en Materia de Lucha contra el Genocidio, los Crímenes de Guerra y los Crímenes contra la Humanidad, criminaliza la tortura por parte de cualquier agente del Estado, incluyendo el trato cruel, inhumano o degradante. De todos modos, el Relator Especial sobre la Tortura (SR) ha apuntado que esta ley no parece ser utilizada para crímenes individuales sino más bien para crímenes agrupados como de lesa humanidad e instaron a impulsar reformas para cambiar esto.
La tortura no es un problema sistemático, de todos modos, personal de las fuerzas policiales y otras autoridades infringen ocasionalmente los derechos de los prisioneros. Hay informe de agresiones y uso excesivo de la fuerza por parte de la policía y los agentes penitenciarios.
El Relator Especial (SR) apuntó que las condiciones de las cárceles son un problema y derivaron a un trato cruel, degradante e inhumano. El sistema carcelario en Uruguay en el año 2013 estuvo al 125% de su capacidad y el SR encontró que las condiciones eran “un insulto a la dignidad humana”. Se encontró que los prisioneros tenían restricciones en el acceso al agua, sanitarios y atención médica y falta de espacio para dormir y se les permitía salir de sus celdas solo durante cuatro horas semanales. Esto no fue uniforme en las cárceles y algunos presos de una situación económica y social elevada disfrutaron de mejores instalaciones.
El SR encontró que casi todos los problemas fueron el resultado de un programa de justicia penal defectuoso. El uso extensivo de la detención preventiva y un sistema judicial lento ha dado como resultado el hacinamiento, así como la mezcla de presos preventivos y condenados, una violación a la Presunción de Inocencia. Se ha informado de que el 68 % de todos los presos están en espera de juicio.
Uruguay ha hecho progresos desde la visita del Relator Especial. Una Ley Especial de Prisión ha dado una mayor financiación para los centros penitenciarios y permite que prisioneros sean alojados en instalaciones militares para aliviar el hacinamiento. Entre otras mejoras, se encuentra la Unidad Penitenciaria Punta de Rieles, en las afueras de Montevideo, que alberga a 600 personas y busca la resocialización sin violencia. Inaugurada en 2010, es el primer presidio en Uruguay dirigido por personal no vinculado a las fuerzas armadas. 
En su visita de seguimiento, el Relator Especial encontró mejoras en algunas instalaciones carcelarias y reformas en el sistema de supervisión penitenciario pero nuevamente instó al Gobierno a continuar con la reforma integral de la justicia penal.

### Acceso a la justicia/impunidad
Desde 1973 hasta 1985 Uruguay fue gobernado por una dictadura militar. Durante ese período, se cometieron una serie de abusos contra los derechos humanos, incluyendo uso de tortura, detenciones ilegales y desapariciones forzadas de personas. A fin de prevenir un golpe de Estado posterior, cuando la Democracia fue recuperada, se instauró la Ley de Caducidad de la Pretensión Punitiva del Estado en el año 1986, que protegía a las fuerzas militares y policiales de enjuiciamiento por crímenes cometidos durante la dictadura.
El artículo 4 de la Ley retiró el derecho del poder judicial para investigar los abusos a favor del Poder Ejecutivo. El Poder Judicial tomó algunos casos a fin de presionar al Gobierno a usar los poderes conferidos por este Artículo 4, y casos notorios como el de Elena Quinteros lograron esto. El Presidente Vázquez abrió para su investigación casos ocurridos antes del golpe de Estado de 1973. En el 2011, determinó la inconstitucionalidad de la Ley de Caducidad en tres casos diferentes. Las presiones de la Corte Interamericana de Derechos Humanos, sobre el caso “Gelman vs. Uruguay” llevaron a la derogación de la Ley de Caducidad en 2011, con la aprobación de la Ley N.º 18.831.
De todos modos, acontecimientos recientes han vuelto a socavar el acceso a la justicia para las víctimas de la dictadura y una vez más se ha puesto en riesgo el cumplimiento de las normas internacionales de derechos humanos. En 2013 la Suprema Corte de Justicia determinó que la Ley 18.831 es inconstitucional pues un plazo de prescripción debería aplicarse al período de la dictadura y que los crímenes cometidos durante ese tiempo no deben ser clasificados como crímenes contra la humanidad.
La decisión se aplica sólo al caso en particular, pero demuestra una falta de voluntad persistente para dar justicia. Amnistía Internacional ha encontrado que se ha avanzado muy poco desde que se tomó la decisión de crear un margen de seguridad en torno a los crímenes. El Comité contra la Desaparición Forzada, señaló en su informe de 2013 que la decisión de la Corte Suprema de determinar que las personas desaparecidas por más de 30 años están muertas y se trató de casos de homicidio, debilita los esfuerzos para investigar las desapariciones forzadas.

### Derechos de las mujeres
Las mujeres tienen igualdad de trato ante la ley. La igualdad de género está consagrada en una serie de leyes, tales como:
- Ley 16.045 de prohibición de la discriminación en el lugar de trabajo
- El artículo 321 del Código Penal tipifica la violencia doméstica como delito diferenciado
- Ley 17.823 que da los menores el derecho a ser tratados en condiciones de igualdad
- Ley 17.817 acerca del racismo y toda otra forma de discriminación

La violencia hacia las mujeres es también un tema de consideración y el Relator Especial de Naciones Unidas señaló que la respuesta del Estado no era adecuada, especialmente los escasos logros obtenidos al llevar adelante el Plan de Acción contra la Violencia Doméstica. Los grupos de Derechos Humanos también han señalado que ha habido un incremento en los casos de violencia doméstica y que los programas estatales no han sido exitosos en el objetivo de reducir el número de muertes de mujeres.
En el año 2012 se despenalizó el aborto, pero subsisten obstáculos para acceder al procedimiento, tales como una espera obligatoria de cinco días y la revisión por un panel de expertos. En el caso de embarazo producto de violación, la víctima de la violación debe efectuar una denuncia policial antes que el aborto sea aprobado.
Este es un problema, ya que existe evidencia que sugiere que algunas víctimas de violación no realizan denuncias policiales a causa del estigma social y por temor a represalias. En general, existe un buen acceso a la salud sexual y reproductiva con elementos de anticoncepción proporcionados de forma gratuita. Desde 2004 ha habido un significativo incremento en el número de servicios de planificación familiar en todo el país.
A pesar de todas las previsiones legales, algunas veces las mujeres deben enfrentar la desigualdad, como en algunos casos de empleo o de desigualdad salarial. Ha resultado de gran utilidad la creación del Instituto Nacional de las Mujeres o el Plan de Igualdad de Oportunidades del Gobierno Municipal de Montevideo.

### Dos clases de ciudadanos y negación de la nacionalidad
Las organizaciones internacionales, las organizaciones ciudadanas no gubernamentales, y los juristas de Uruguay, están llamando cada vez más la atención sobre un ámbito en el que Uruguay puede estar violando derechos humanos básicos y convenios internacionales. La DNIC de Uruguay (Dirección Nacional de Identificación Civil), sin orientación oficial de los legisladores ni de otros actores gubernamentales, y basándose en una interpretación de la Constitución uruguaya realizada por el estimado jurista Justino Jiménez de Aréchaga, emite hoy pasaportes uruguayos a ciudadanos uruguayos legales, pero se niega a reconocer a los ciudadanos legales a los que se les emite pasaportes como nacionales uruguayos. El gobierno uruguayo y la DNIC interpretan actualmente que la ley constitucional y la historia uruguaya dividen a los uruguayos en dos clases. 
Uno de los resultados de esto es que a algunos niños que llegan a Uruguay y crecen conociendo sólo la cultura uruguaya se les niega hoy la nacionalidad y se les convierte en apátridas, violando el derecho internacional. Los adultos que inmigran a Uruguay desde un Estado que niega la doble nacionalidad también pueden ser apátridas de hecho por la negativa de Uruguay a reconocer que todos los ciudadanos son nacionales uruguayos.
En 2005, los 188 Estados miembros de la OACI [Organización de Aviación Civil Internacional de las Naciones Unidas] adoptaron la nueva norma de que todos los Estados debían empezar a expedir pasaportes de lectura mecánica de acuerdo con el Doc. 9303 a más tardar en 2010. A más tardar en 2015, todos los documentos de viaje no legibles por máquina deberían haber caducado. Solo en 2015, ampliado por interpretaciones administrativas incorrectas, Uruguay sacó a la luz su práctica de consignar en los pasaportes uruguayos lo que bien podría ser una "nacionalidad" falsa para sus ciudadanos legales.

La DNIC, forzada a una situación en la que, como organismo administrativo, debía declarar la ley de nacionalidad para Uruguay, sostuvo lo siguiente en 2018.
La fuente de la ciudadanía, agregaba, está en el domicilio actual y no en la nacionalidad.
Por ello expresa: "cada estado siente quienes son sus nacionales, y lo declara por su Derecho; en cambio, cada estado, decide quiénes son sus ciudadanos, y lo dispone por su Derecho, pues la nacionalidad corresponde a una cierta realidad de tipo sociológico o psicológico" (JUSTINO JIMÉNEZ DE ARECHAGA, La Constitución Nacional. Tomo II pág 186)
Al establecerse en el art. 81 de nuestra Constitución que la nacionalidad no se pierde ni aún por naturalizarse en otro país y que la ciudadanía sí se pierde por cualquier otra forma de naturalización ulterior, el constituyente afirma la irrevocabilidad de la nacionalidad considerando que ésta obedece a un vínculo natural que deriva del nacimiento de la persona, hecho en el cual no interviene su voluntad.
Distintas son las consecuencias que un mismo hecho -la naturalización en otro país- provoca en la nacionalidad y en la ciudadanía legal: la primera no se pierde, la segunda sí.
Consecuentemente con lo expuesto, el Pasaporte uruguayo refleja dicha preceptiva; de modo que, en el sitio asignado a la nacionalidad de su titular se consigna el lugar geográfico de su nacimiento.
La Corte Suprema de Uruguay, en una decisión publicada en 2020, se hizo eco de esta negación de la nacionalidad a los inmigrantes como política del gobierno uruguayo y citó una fuente que parece, a la luz de las interpretaciones modernas de la nacionalidad, anacrónica y potencialmente violatoria de los acuerdos internacionales aquí citados. Para los que cuestionan esta interpretación de la constitución uruguaya, y abriendo la posibilidad de que Uruguay confirme su práctica a sus obligaciones internacionales, esta parte de la decisión no está relacionada con la determinación del caso ni es crucial para las conclusiones del mismo. Sin embargo, sí refleja, en opinión de quienes pretenden cambiar esta perspectiva, una interpretación errónea de la naturalización, nacionalista o étnica, que se ha mantenido durante mucho tiempo. 
El Prof. Aníbal Cagnoni precisó, en términos que son relevantes para la resolución de este caso, que “la nacionalidad resulta de hechos ajenos absolutamente a la voluntad de quien es calificado como nacional; la conciencia de serlo se adquiere mediante la vida en sociedad de la cual lo es. El vivir colectivo; el reconocimiento de una historia de acontecimientos que se sienten comunes, felices o desdichados y la perspectiva de continuar teniendo hacia el futuro historias comunes; lengua, literatura, creencias religiosas, o como en el caso nacional uruguayo el no tenerlas mayoritariamente, configuran la nacionalidad (...) la ciudadanía, en cambio, constituye una vocación de actividad en un área que tiene relación directísima con el estado como que se configura en la vinculación política con los derechos políticos y también con los deberes incluso protegidos penalmente porque afectan valores jurídicos” (José Aníbal Cagnoni: “El derecho constitucional uruguayo”, 2ª ed., Montevideo, Ed. Universidad, 2006, págs. 181-182).
Otro resultado es que los pasaportes emitidos a ciudadanos legales que inmigraron a Uruguay son deficientes según el derecho internacional. Uruguay asigna a sus ciudadanos legales en los pasaportes uruguayos una nacionalidad que puede no corresponderse con una nacionalidad verdadera basada únicamente en el "lugar de nacimiento", y no en el país de nacionalidad real, si es que existe. Como el campo "país emisor" de los pasaportes de los ciudadanos legales no coincide con la "nacionalidad", y esta práctica se considera un error según la normativa internacional, no se puede confiar en los pasaportes para viajar. El error preciso que señalan los críticos de la práctica única uruguaya relativa a la denegación de la nacionalidad, tal y como se describe en el manual emitido por la IAOC, es: "Aunque la MRZ (Zona de Lectura Mecánica en los Pasaportes) se ha utilizado durante muchos años, algunos ejemplos recientes de errores conocidos de la MRZ son... [la nacionalidad] informa incorrectamente del país de nacimiento en lugar de la ciudadanía". Algunos uruguayos no pueden viajar con seguridad. Incluso si los ciudadanos legales uruguayos consiguen viajar a pesar de la inclusión de este error en el pasaporte, a estos uruguayos no se les proporciona protección diplomática ni servicios en el extranjero, y se les califica de "extranjeros" durante el proceso de regreso a Uruguay.

La interpretación actual de Uruguay sobre la "nacionalidad" puede violar los convenios y normas internacionales que obligan a todas las naciones a conceder la nacionalidad sin distinción de "origen nacional". El caso Nottebohm estableció que la nacionalidad es un vínculo, no un accidente de nacimiento.
Según la práctica de los Estados, las decisiones arbitrales y judiciales y la opinión de los escritores, la nacionalidad es un vínculo jurídico que tiene como base un hecho social de apego, una auténtica conexión de existencia, interés y sentimientos, junto con la existencia de derechos y deberes recíprocos.
La Corte Interamericana de Derechos Humanos también define la nacionalidad.
La nacionalidad es el vínculo político y jurídico que une a una persona con un Estado determinado y la vincula a él con lazos de lealtad y fidelidad, dándole derecho a la protección diplomática de ese Estado" (Castillo-Petruzzi y otros c. Perú, Sentencia de mayo de 1999, CIDH [ser.C] nº 52 1999).
Los académicos, los políticos y los ciudadanos que afirman que Uruguay viola las leyes y normas internacionales de derechos humanos con su negación de la nacionalidad basada en la etnia, o las concepciones de la sangre, se preguntan cómo puede Uruguay comparar su política declarada con las normas internacionales identificadas aquí y defender su posición como protector de los derechos humanos. La Constitución de Uruguay, se argumenta, no impone este resultado que parece violar las normas internacionales. Los defensores de poner fin a esta interpretación señalan el hecho adicional de que este resultado puede violar las obligaciones de Uruguay en los tratados internacionales.
El artículo 72 de la Constitución uruguaya indica que los convenios internacionales adoptados en Uruguay tienen el mismo rango que la propia Constitución, un concepto que ha sido probado en la Corte Suprema. En Uruguay, un derecho es "inherente a la persona humana" si forma parte de un tratado de derechos humanos ratificado por Uruguay, atribuyendo jerarquía constitucional a los instrumentos internacionales de derechos humanos.
El artículo 15 de la Declaración Universal de Derechos Humanos establece que "toda persona tiene derecho a una nacionalidad" y que "a nadie se le privará arbitrariamente de su nacionalidad ni se le negará el derecho a cambiar de nacionalidad". La nacionalidad no es una cuestión de "sangre" o "raza" o "lugar de nacimiento". La Corte Internacional de Justicia, en 1955, en el Caso Nottebohm, sostuvo que "la nacionalidad es un vínculo jurídico que tiene como base un hecho social de apego, una conexión genuina de existencia, interés y sentimientos, junto con la existencia de derechos y deberes recíprocos". La Corte Interamericana de Derechos Humanos también define la nacionalidad como "el vínculo político y jurídico que une a una persona con un Estado determinado y la vincula a él con lazos de lealtad y fidelidad, dándole derecho a la protección diplomática de ese Estado" (Castillo-Petruzzi y otros contra Perú, sentencia de mayo de 1999, CIDH [ser.C] nº 52 1999).   Uruguay ha ratificado la Convención de San José y, por tanto, su estatuto, incluida la Corte Interamericana de Derechos Humanos (Ley 15.737, artículo 16), que, a su vez, tiene rango legal constitucional en virtud del artículo 72 de la Constitución uruguaya.
La Convención sobre la Eliminación de todas las Formas de Discriminación Racial de 1965 obliga a los Estados, en su artículo 5, a "garantizar el derecho de toda persona, sin distinción de raza, color y origen nacional o étnico, a la igualdad ante la ley", especialmente en el disfrute de varios derechos humanos fundamentales, entre ellos el derecho a la nacionalidad. Uruguay es signatario de este convenio.
Se argumenta que los uruguayos que emigran y obtienen la ciudadanía legal en Uruguay desde ciertas naciones que niegan la doble nacionalidad corren un riesgo especial de convertirse en apátridas de facto. Esto incluye a los uruguayos nacidos en países como China, India, Tayikistán y Zimbabue, entre otros. Estos resultados pueden contravenir la obligación de Uruguay de acabar con la apatridia mediante la Ley 19.682.
La Corte Interamericana ha sostenido que, "aunque tradicionalmente se ha aceptado que la concesión y el reconocimiento de la nacionalidad son asuntos de la competencia de cada Estado, la evolución contemporánea indica que el derecho internacional impone ciertos límites a los amplios poderes de que gozan los Estados en esta materia y que la forma en que los Estados regulan las cuestiones relativas a la nacionalidad no puede considerarse hoy en día de su exclusiva competencia". Corte Interamericana de Derechos Humanos, Opinión Consultiva, "Reformas a la Disposición de Naturalización de la Constitución de Costa Rica", párrs. 32-34; texto en 5 HRLJ 1984. En otras palabras, los Estados deben tener en cuenta las implicaciones internacionales de su legislación interna en materia de nacionalidad, especialmente si la aplicación de dicha legislación puede conducir a la apatridia. Como se ha señalado anteriormente, Uruguay ha ratificado la jurisdicción de la Corte Interamericana de Derechos Humanos.
La Convención sobre los Derechos del Niño, adoptada en 1989, exige a los Estados Partes que protejan los derechos de todos los niños, incluido el derecho de todo niño a una nacionalidad. Los Estados deben asistir con prontitud a todo niño al que se le niegue cualquier parte de su identidad y ayudarle a recuperarla. Por supuesto, Uruguay ha adoptado el convenio y tiene la misma fuerza de ley que la Constitución. Según el tratado, Uruguay está obligado a no negar la nacionalidad a ningún niño por motivos de religión, raza, origen nacional o lugar de nacimiento. 
Si bien la interpretación de la Constitución uruguaya que lleva a la división de los uruguayos en "nacionales" y "no nacionales" procede de la obra de uno de los juristas más respetados de Uruguay ( Jiménez de Aréchaga), es posible, indican los defensores, que su investigación sobre la constitucionalidad de esta división estuviera influida por las opiniones raciales predominantes en la primera mitad del siglo XX. Es posible que la comprensión anterior de la Constitución no fuera como él indica y que se pueda reivindicar la historia constitucional temprana y el papel de Uruguay como líder en derechos humanos. Es importante señalar, en esta opinión, que otros reconocidos juristas sostienen que el texto de la Constitución no exige esta negación de la nacionalidad a los ciudadanos legales de Uruguay.
Esta cuestión del impacto práctico de tener dos categorías de ciudadanos uruguayos, una nacional y otra no, ha llevado a la introducción de dos propuestas de ley. La primera propuesta de ley se llama ley de "Consolidación de la Libertad de Circulación de los Ciudadanos Legales Uruguayos". Abordaría ciertos problemas administrativos, como la incongruencia del pasaporte uruguayo con las normas internacionales, pero no abordaría la interpretación de la Constitución que se identifica más arriba en palabras de Jiménez de Aréchaga. La segunda ley o ley alternativa se llama "Derecho a la Ciudadanía en Igualdad". Algunos grupos de ciudadanos están trabajando con parlamentarios y académicos para abordar la cuestión de la correcta interpretación constitucional.